# Pseudaethria cessogae
Pseudaethria cessogae là một loài bướm đêm thuộc phân họ Arctiinae, họ Erebidae.